# 夜間大学院
夜間大学院（やかんだいがくいん）とは、「夜間において講義、演習、実験、実習、実技を行う研究科」（学校教育法第第66条の2、夜間研究科）がおかれた大学の大学院のことである。
なお、「夜間において演習・講義・実験・実習・実技を行う研究科」とは別に、大学院設置基準の第14条に基づいて教育上特別の必要があると認められる場合に、「夜間その他特定の時間又は時期において授業又は研究指導を行う等の適当な方法により教育を行う」大学院の課程もある。昼夜開講制の大学院と呼ばれるのは、大学院設置基準第14条に基づく大学院の課程であることが多い。

## 概要
社会人大学院は、専攻分野が国際関係論や経営学、心理学など特定の専攻分野に限られていたり、そうしたコースを用意している大学院の数もごく限られていたが、昼夜開講制の大学はその数が圧倒的に多く、また専攻分野の選択肢も豊富に用意されている。
夜間大学院は、1989年（平成元年度）に修士課程において実施導入された。1993年（平成5年度）には、博士課程にも導入され、社会人でも研究指導が受けられ、博士の学位取得も可能になっている。
夜間大学院においては、平日夜間および土日祝祭日に演習・講義・実験を行っている。郊外に立地する大学の場合、都心部にサテライトキャンパスを設置し、演習・講義を行う場合がある。

## 背景
夜間大学院の増加の背景には以下のようなものがある。
- 情報化社会の進展と社会変化への対応のため、社会人学士への再教育または、高度職業専門人養成の機会の提供が求められる背景。
- 大学全入時代を迎え、従来の学部（学部以外の教育研究上の基本となる組織を含む）の課程を修了したばかりの者のみを対象とした大学院の仕組みのままでは、大学としての経営が危うくなるおそれがあることから社会人を受け入れることで、学生数の充足を図ろうという大学経営上の背景。

## 夜間大学院の例
- 一橋大学大学院 経営管理研究科（商学研究科および国際企業戦略研究科の再編により開設）
- 筑波大学大学院 人文社会ビジネス科学学術院ビジネス科学研究学群の一部の専攻（原形のひとつである法曹専攻は開設時より「夜間大学院」である）
- 法政大学大学院 キャリアデザイン学研究科、政策創造研究科など
- 大阪市立大学大学院 都市経営研究科（2022年度より、大阪府立大学との統合により、大阪公立大学大学院都市経営研究科となる）
- 長崎大学大学院 経済学研究科（経営学修士コース）
- 大阪教育大学大学院 教育学研究科高度教育支援開発専攻教育ファシリテーションコース（原形となった健康科学専攻は募集停止）
- 武庫川女子大学大学院 臨床教育学研究科臨床教育学専攻（博士後期課程の「臨床教育学分野」は夜間開講である）など